# Cristian Rodrigo Zurita
Cristian Rodrigo Zurita (* 24. Juli 1979 in Salta) ist ein argentinischer Fußballspieler, der zuletzt für Mersin İdman Yurdu spielte.

## Karriere
Cristian Rodrigo Zurita begann mit dem Profifußball bei Gimnasia y Tiro. Anschließend spielte er bei CA San Lorenzo, CA Independiente und CA Colón.
Im Sommer 2006 wechselte er in die Türkei zu Gaziantepspor. Hier spielte er fünf Spielzeiten lang.
Zur Saison 2011/12 wurde sein ausgelaufener Vertrag mit Gaziantepspor nicht verlängert und so wechselte er ablösefrei innerhalb der Liga zum Aufsteiger Mersin İdman Yurdu. Er wurde hierher auf Wunsch des Trainers Nurullah Sağlam geholt, mit dem Beto bereits bei Gaziantepspor erfolgreich zusammenarbeitete. Am Ende der Saison 2011/12 wurde bekanntgegeben, dass der auslaufende Vertrag mit Mersin İY nicht verlängert wurde.